# Veitsbronn
Veitsbronn – gmina w Niemczech, w kraju związkowym Bawaria, w rejencji Środkowa Frankonia, w regionie Planungsregion Nürnberg, w powiecie Landkreis Fürth, siedziba wspólnoty administracyjnej Veitsbronn. Leży w Okręgu Metropolitalnym Norymbergi, około 15 km na północny zachód od Norymbergi i około 9 km na od Zirndorfu, nad rzeką Zenn, przy linii kolejowej Monachium – Norymberga – Hanower.

## Polityka
Rada gminy składa się z 20 członków:
|      | CSU | SPD | WBH | FWG | Razem     |
| 2002 | 8   | 7   | 3   | 2   | 20 miejsc |

## Zabytki
- kościół św. Wita

### Współpraca
Miejscowości partnerskie:
- Leukersdorf – dzielnica Jahnsdorf/Erzgeb., Saksonia
- Sovicille, Włochy